# Angel si ti
Angel si ti är en låt framförd av den bulgariska sångaren Miroslav Kostadinov. Låten var Bulgariens bidrag i Eurovision Song Contest 2010 i Oslo i Norge. Låten är skriven av Kostadinov själv.
Bidraget framfördes i den andra semifinalen den 27 maj och fick 19 poäng vilket gav en femtonde plats, inte tillräckligt för att gå vidare till finalen.